# Constitución de Ecuador de 1906
La Constitución de Ecuador de 1906 fue la constitución que rigió el Estado Ecuatoriano desde 1906, también denominada como la constitución atea.

## Historia
La asamblea se reunió en Quito y promulgó el 23 de diciembre de 1906 el texto que establece la separación definitiva de Iglesia y Estado, restringiendo su control sobre la educación y pasando a ser absolutamente laica. Con esta constitución, entre otras cosas, se eliminó la figura del vicepresidente; se aumentó la edad para ser considerado ciudadano de 18 a 21 años, y otorgó los mismos derechos civiles a los extranjeros, a excepción del derecho al voto y al desempeño de funciones y cargos públicos. Además en este texto se implementaron el matrimonio civil y el divorcio.
Eventualmente, los opositores del liberalismo durante aquella época dieron el apodo de "Constitución Atea" a este texto, debido a la mencionada separación del catolicismo de las funciones estatales y de la educación, y se implementó el laicismo bajo el gobierno de Eloy Alfaro quien fue el primer presidente en gobernar con esta constitución. De la misma manera elimina el "diezmo" como práctica de las congregaciones religiosas de la época, quitándole el pago de este tributo que estimaba el 10% de los ingresos y ganancias a productores, comerciantes y demás entes productivos a la iglesia católica.